# ジャン＝バティスト・コルネイユ
ジャン＝バティスト・コルネイユ（Jean-Baptiste Corneille、1649年12月2日 - 1695年4月12日）はフランスの画家である。

## 略歴
パリで生まれた。父親のミシェル・コルネイユ(Michel Corneille l'Ancien: c.1601-1665)は裕福な家の出身の画家で、バロック絵画の重要な画家、シモン・ヴーエの弟子の一人だった。兄に父親と同名の画家、ミシェル・コルネイユ(Michel Corneille le Jeune: 1642-1708)がいる。
父親から絵を学んだ後、王立絵画彫刻アカデミーで学んだ。1663年にローマ賞を受賞し、1665年に財務総監のジャン＝バティスト・コルベールから奨学金を得て、画家のピエール・モスニエ(Pierre Monier: 1641-1703)と版画家のエティエンヌ・ボーデ(Étienne Baudet: 1638-1711)とともにローマに派遣された。イタリア各地で修行し、1666年に設立された在ローマ・フランス・アカデミーでも学んだ。
パリに戻った後、1675年1月にギリシャ神話に題材をとった作品を提出し王立絵画彫刻アカデミーの会員になった。パリの教会の装飾画を描き、1669年にパリのノートルダム大聖堂の装飾画も描いた。
コルネイユの作品は同時代の画家や、弟子でもあった版画家のジャン・マリエット(Jean Mariette: 1660-1742)によって版画にされ出版された。コルネイユ自身も版画を制作することもあった。

## 作品

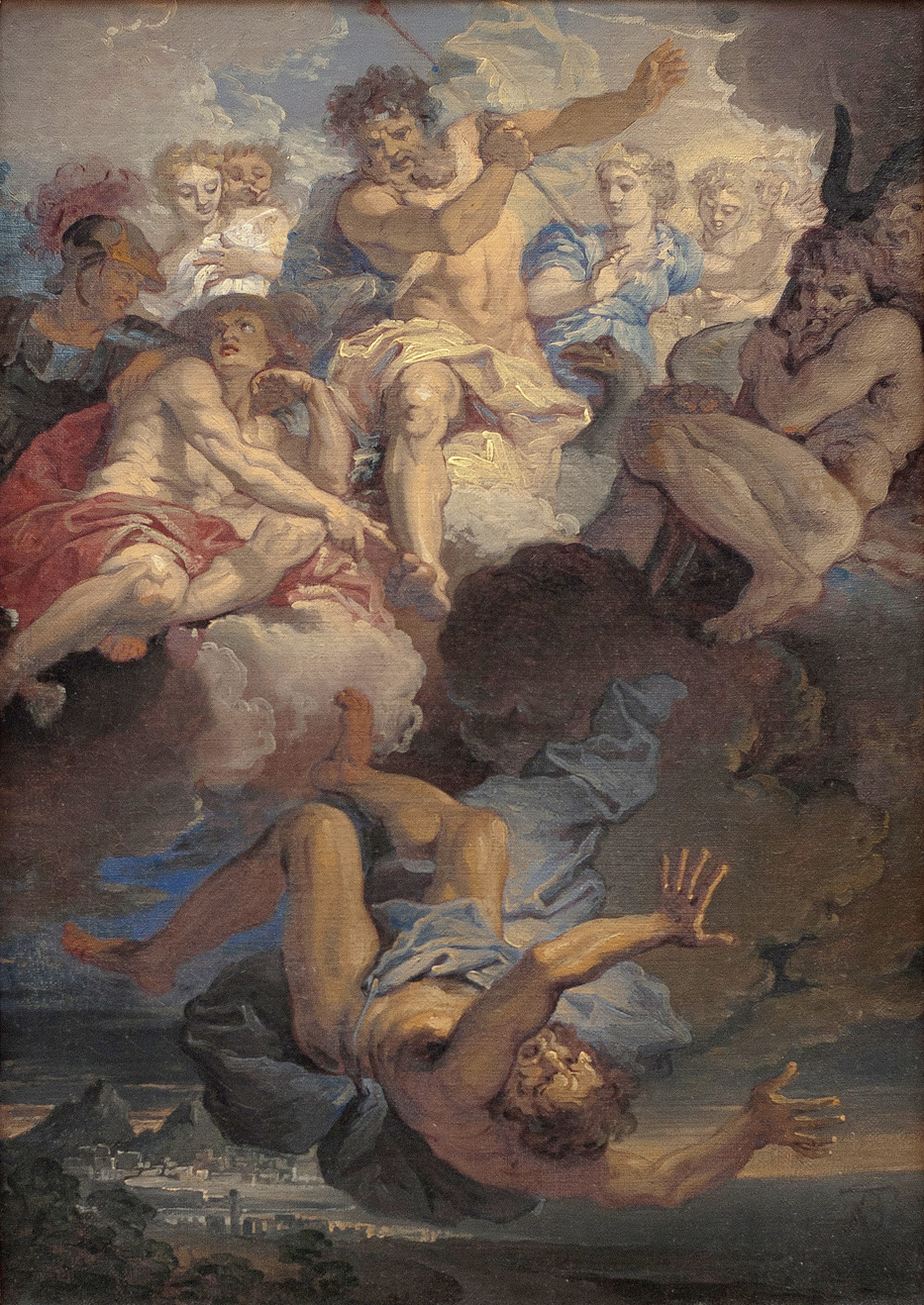
ジュピターとバルカン (1685)
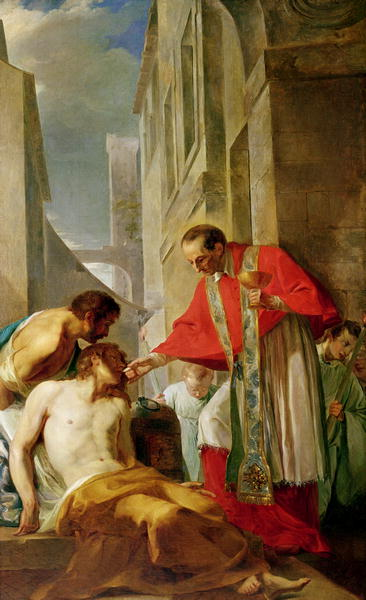
ペスト患者を世話するカルロ・ボッロメーオ
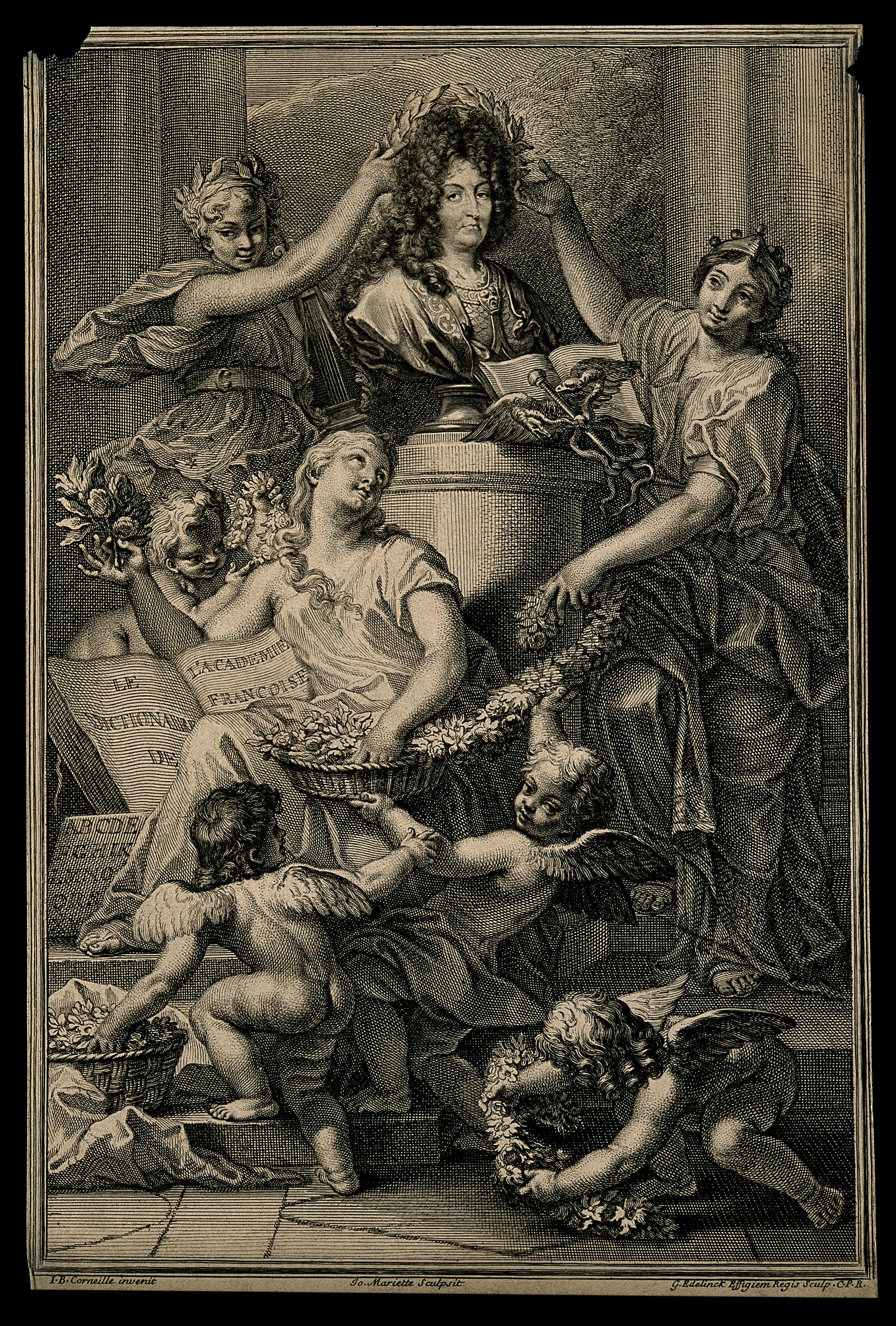
コルネイユの原画によりジャン・マリエットによって版画化された作品、ルイ14世
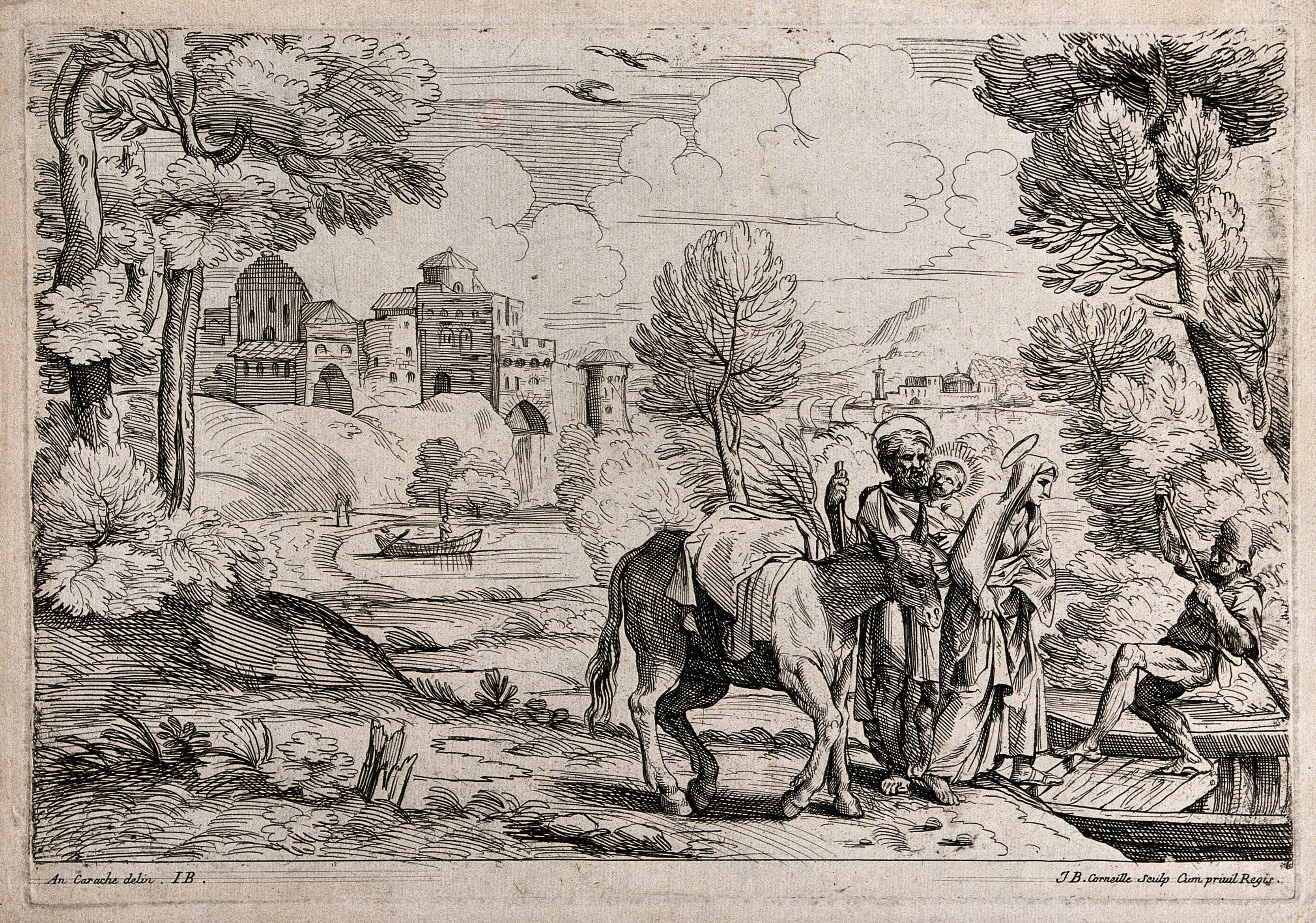
アンニーバレ・カラッチの作品をコルネイユが版画にした作品